# Organizația Maritimă Internațională

Steagul OMI

Organizația Maritimă Internațională (OMI) este o agenție specializată guvernamentală în cadrul sistemului ONU, cu sediul la Londra, creată în 1948 în scopul facilitării cooperării în domeniul navigației maritime internaționale, asigurării securității maritime, prevenirii poluării mărilor și oceanelor și al elaborării convențiilor internaționale privind navigația maritimă.
A început activitatea în ianuarie 1959, iar până la 22 mai 1982 s-a numit Organizația Interguvernamentală Consultativă pentru Navigație Maritimă.
OMI are 158 membri (2002), printre care și România, admisă la 20 martie 1965.